# Sabrina Santamaria
Sabrina Ashley Vida Santamaria (født 24. februar 1993 i Los Angeles, Californien, USA) er en professionel tennisspiller fra USA.